# 栗翠田
栗翠田（1959年—），山西原平人，汉族，中华人民共和国政治人物。
毕业于山西省原平一中，加入中国共产党。擔任山西省忻州市原平子干村党支部书记。2002年，栗翠田当选为子干村党支部书记。2013年，被选为全国人大代表。2018年连任全国人大代表。